# Vittorio Ducrot
Vittorio Ducrot (Palermo, 3 gennaio 1867 – Roma, 4 marzo 1942) è stato un imprenditore, designer e politico italiano, di origine francese.

## Biografia
Vittorio nacque il 3 gennaio 1867 in Sicilia, da Victor Ducrot, ingegnere ferroviario che aveva lavorato nella costruzione del canale di Suez, e Marie Durand, trasferitisi da Malta. Morto il padre di colera a Palermo, la madre si risposò il 31 agosto 1878 in seconde nozze con Carlo Golia (1841-1901), rappresentante a Palermo della Solei Hebert & C. di Torino, una ditta di stoffe e arredi, che nel 1895 acquisirà un emporio per la vendita e la progettazione di articoli, mobili e arredi di lusso per l'alta borghesia, denominandola C. Golia & C. Studio.

### Lo Studio Ducrot

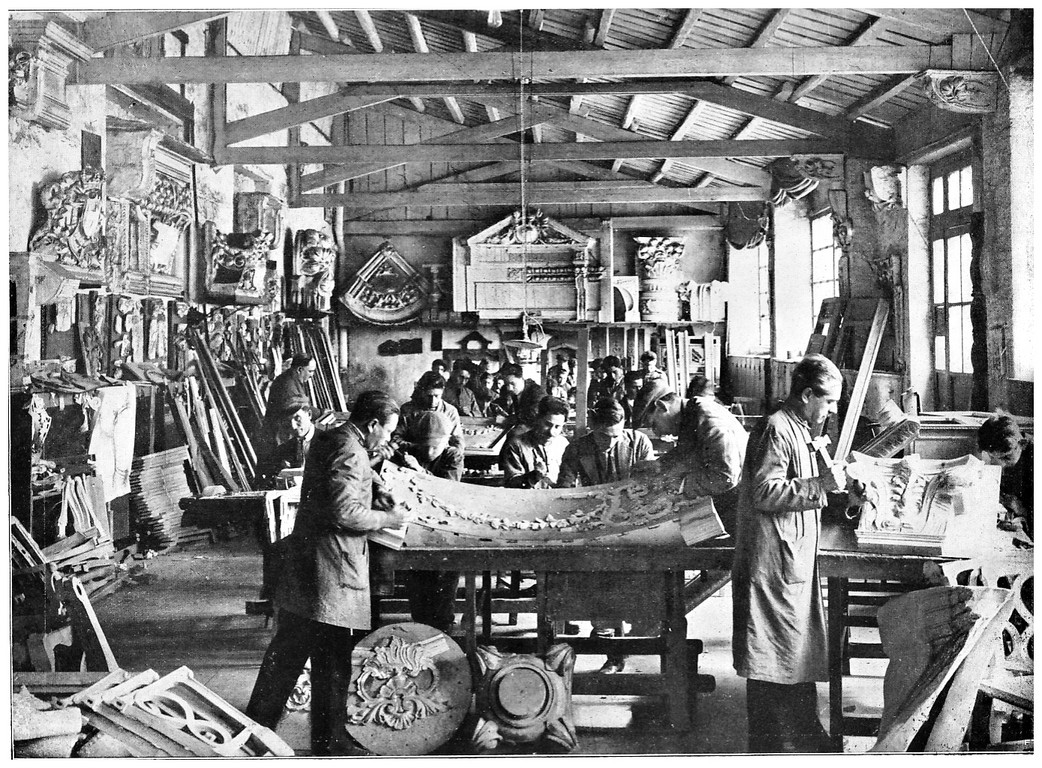
Il reparto intaglio del legno della Fabbrica di mobili Ducrot, Palermo 1927.

Nei primi anni del Novecento Vittorio, dopo gli studi in Svizzera, ritorna a Palermo, assumendo nel 1902 la direzione del mobilificio del patrigno, ridenominandolo "Studio Ducrot". Lo studio cominciò a ricoprire un ruolo di prestigioso atelier artigianale fino a divenire, con le Officine Ducrot, una società di produzione industriale, tra le prime in Europa del settore mobiliare per la progettazione di massa di manufatti e arredi di stampo modernista. In questo periodo lavorò a stretto contatto con l'architetto Ernesto Basile, il pittore Ettore De Maria Bergler e altri artisti, divenendo una delle personalità di rilievo della cosmopolita e liberty Palermo del tempo ed anche un celebre ebanista.
Dello studio sono, tra gli altri, gli arredi del villino Florio, Grand hotel Villa Igiea, casa Lemos, villa dei Principi Deliella, la sede della Cassa centrale di risparmio Vittorio Emanuele per le province siciliane a Palermo, e a Roma palazzo di Montecitorio e il Gran Caffè Faraglia a piazza Venezia.

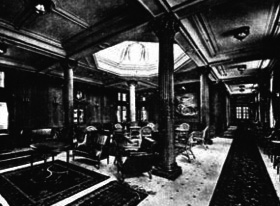
uno dei saloni del piroscafo Principessa Mafalda.

Suoi sono gli interni dei transatlantici Principessa Mafalda varato nel 1908, Giulio Cesare (1920) e Victoria (1930).
Nel 1939 Ducrot cedette l'attività a un imprenditore genovese, Tiziano De Bonis.

### L'azienda aeronautica
Durante la prima guerra mondiale fondò la "Vittoria Aeronautica Ducrot", insieme ai Florio, per la costruzione di idrovolanti per la Regia Marina.
Nel 1936, con l'ingegner Giovanni Battista Caproni, Ducrot la fuse nell'Aeronautica Sicula.

### Attività politica
Nella seconda metà degli anni '20 fu capo della Federazione sindacale fascista degli industriali di Palermo.
Nel 1929 fu eletto deputato alla Camera del Regno nella XXVIII legislatura in Sicilia per il Partito Nazionale Fascista, fino al 1934.
È sepolto nella cappella di famiglia nel Cimitero di Sant'Orsola a Palermo.

## Onorificenze
- - Cavaliere del Lavoro (1905)[8]
- - Cavaliere Grande Ufficiale dell'Ordine della Corona d'Italia